# Matthias Steiner
Matthias Steiner (Beč, 25. kolovoza 1982.), austrijsko-njemački dizač utega, olimpijski i europski prvak u kategoriji iznad 105 kilograma.
Kao rođeni Austrijanac, za Austriju se natjecao između 1998. i 2005. te ostvario nastup na Olimpijskim igrama 2004. Od 2002. do 2005. osvojio je četiri uzastopna naslova austrijskog prvaka u kategoriji iznad 105 kilograma, a u kojoj je postavio i austrijski rekord. Nakon što se oženio Njemicom dobiva njemačko državljanstvo i osvaja dva naslova njemačkoga prvaka kao i olimpijsko zlato u Pekingu 2008. Kasnije je osvojio svjetsku broncu i pet odličja na Europskim prvenstvima, od čega i jedno zlatno.

## Nagrade
- Srebrni lovorov list za iznimna dostrignuća u športu (2008.)
- Dizač utega godine prema izboru Njemačkog dizačkog saveza (2008.)
- Njmački športaš godine (2008.) - prvi dizač utega koji je primio ovu nagradu
- Nagrada Bambi u kategoriji športaša (2008.)
- Osoba godine prema izboru čitatelja časopisa Gentlemen’s Quarterly (2008.)

## Vanjske poveznice
- Službene stranice - steinertainment.com  Arhivirana inačica izvorne stranice od 15. listopada 2017. (Wayback Machine) (njem.)